# Афера с Топлофикация София
Аферата с Топлофикация София е случай на финансови злоупотреби в Топлофикация София, разкрити през 2006 г. През април същата година директорът на дружеството, Валентин Димитров (наричан от медиите Вальо Топлото), е отстранен от поста, а в началото на юли е и арестуван с обвинения за пране на пари и укриване на данъци. Кметът на София Бойко Борисов и министърът на икономиката и енергетиката Румен Овчаров си разменят обвинения по случая. През декември са арестувани още хора от ръководството на дружеството.
През януари 2007 г. общински съветници от БСП, НДСВ, ССД, „Гергьовден“ и Демократи за София избират за нов директор на Топлофикация София Атанас Михов, който според опозицията е бил съветник на бившия финансов министър от НДСВ Милен Велчев и е работил с Румен Овчаров в АЕЦ Козлодуй.

## Писмо на Валентин Димитров от ареста
В края на декември 2006 г. в пресата е публикувано писмо на Димитров от ареста в което търси помощта на определени лица, на част от които назовава имената, а други споменава с инициали. В писмото се съдържа текста „Какво стана и с помощта от страна на Р. Овч.! Досега съм му помагал!!!“. Писмото всъщност било намерено от следствието няколко месеца по-рано. Работи се и по версията Димитров нарочно да е споменал разни имена с цел да ги компрометира и сам е искал писмото да бъде хванато.
Според Илия Божинов от Висшия съвет на БСП „има пряка топла връзка между Румен Овчаров и Валентин Димитров и тя никога не е била тайна за членовете на БСП“. Божинов критикува Овчаров още от август 2006 г. 

## Съдебни дела
Водят се няколко дела срещу Валентин Димитров и други, свързани с „Топлофикация София“. На 29 октомври 2013 Софийският апелативен съд отменя за втори път присъдите по основното дело, като цитира незаконосъобразни мотиви от съдия Георги Колев, тогава председател на Върховния административен съд, и нарушения в обвинителния акт. Делото е върнато на прокуратурата.
В крайна сметка Димитров получава тригодишна присъда за безстопанственост, злоупотреба със служебно положение и нарушение на Закона за обществените поръчки. През февруари 2015 г. Софийският апелативен съд (САС) потвърждава присъдата, като счита, че присъдата трябва дори да е по-голяма, но не я завишава заради дългия период от извършването на престъплението, като компенсиране на подсъдимия за времето, през което той е търпял ограничения на гражданските си права. Димитров влиза в затвора през ноември 2015 г.
През юли 2017 молбата за предсрочно освобождаване на Димитров е отхвърлена